# اصطناع ستيفن للألدهيد
اصطناع ستيفن للألدهيد هو تفاعل اكتشفه  هنري ستيفن. هذا التفاعل يستخدم لتحضير  الألدهيد (R-CHO) من النتريلات (R-CN) باستخدام ثنائي كلوريد القصدير (SnCl2),  حمض الهيدروكلوريك (HCl)  وخلط الناتج، ملح الإيمينيوم ([R-CH=NH2]+Cl-) مع الماء (H2O).
صيغة التفاعل:

## طريقة سون-ميلر
في طريقة سون-ميلر  ملح الإمينيوم ينتج من تفاعل الأميد PhCONHPh مع خماسي كلوريد الفوسفور.